# Argyrotaenia provana
Argyrotaenia provana is een vlinder uit de familie van de bladrollers (Tortricidae). De wetenschappelijke naam van de soort is voor het eerst geldig gepubliceerd door Kearfott.